# Grand Theft Auto: Vice City Stories
Grand Theft Auto: Vice City Stories est un jeu vidéo d'action-aventure en monde ouvert développé par les studios Rockstar Leeds et Rockstar North et distribué par Rockstar Games. Il s'agit du dixième jeu de la série Grand Theft Auto. Le jeu a été officiellement annoncé le 10 mai 2006 durant l'E3 à la fois par Rockstar et par Sony. GTA VCS devait sortir uniquement sur PSP, mais des raisons financières ont fait qu'une version pour PlayStation 2 est sortie le 9 mars 2007.
Comme Grand Theft Auto: Liberty City Stories, qui était un dérivé de Grand Theft Auto III, GTA VCS reprend largement le contenu de Grand Theft Auto: Vice City, mais offre un scénario et des missions qui lui sont propres. Il s'agit en effet d'un épisode préquelle. Les premières images du jeu dévoilées montraient la possibilité de nager et de piloter un hélicoptère, un bateau ou une motomarine.
L'histoire se déroule en 1984, dans la ville de Vice City.

## Ville
La ville est exactement la même que Vice City à part quelques bâtiments. Par conséquent, ce sont les mêmes quartiers.

### Vice City Beach
Quartiers :
- Ocean Beach : le quartier le plus riche de la ville avec sa plage et ses commerces de luxe.
- Washington Beach : où est situé le QG central de la police.
- Vice Point (au nord) : avec son grand centre commercial, très grand quartier.

### Iles du milieu
- Prawn Island : Petite île appartenant à Diego et Armando Mendez, constitué de 3 villas, et un studio de cinéma, l'unique entreprise sur l'ile.
- Leaf Links Island : Ilot privé sur lequel est aménagé un terrain de golf.
- Starfish Island : Le plus luxueux quartier résidentiel de la ville où se situe le manoir du baron des affaires locales Ricardo Diaz.

### Vice City Mainland
Quartiers :
- VicePort : loin des touristes, le port de la ville accueille les bateaux de marchandises plus ou moins légales.
- Escobar International Airport : l'aéroport de la ville étroitement surveillé et placé à côté d'une base militaire.
- Fort Baxter : l'endroit où le jeu se trouve débuté en tant que militaire avec une première planque, mais par la suite, on est viré de la base. Cependant, il est possible d'y revenir en hélicoptère et de se "servir" en tanks...
- Little Havana : quartier pauvre où les cubains se sont installés et déchiré par la guerre qu'ils se livreront avec les Haïtiens 2 ans plus tard.
- Little Haïti : encore plus pauvre que son homologue cubain avec sa casse automobile et ses cabanons vétustes. Le quartier appartenait au Cholos, mais après leurs anéantissement, les Haïtiens les remplacent.
- Centre-ville : le quartier des affaires avec leurs gratte-ciels et d'un stade accueillant le chanteur Phil Collins

## Doublages et personnages du jeu
Comme dans chaque GTA, les personnages influent plus ou moins sur la quête du protagoniste, et des acteurs ou des chanteurs célèbres doublent parfois ces personnages, comme dans l'opus précédant où le protagoniste Tommy Vercetti était interprété par Ray Liotta, ou encore la présence de Samuel L. Jackson dans le casting de GTA San Andreas, prêtant sa voix au personnage de Frank Tenpenny, l'antagoniste du jeu en 2004. 

### Doublages

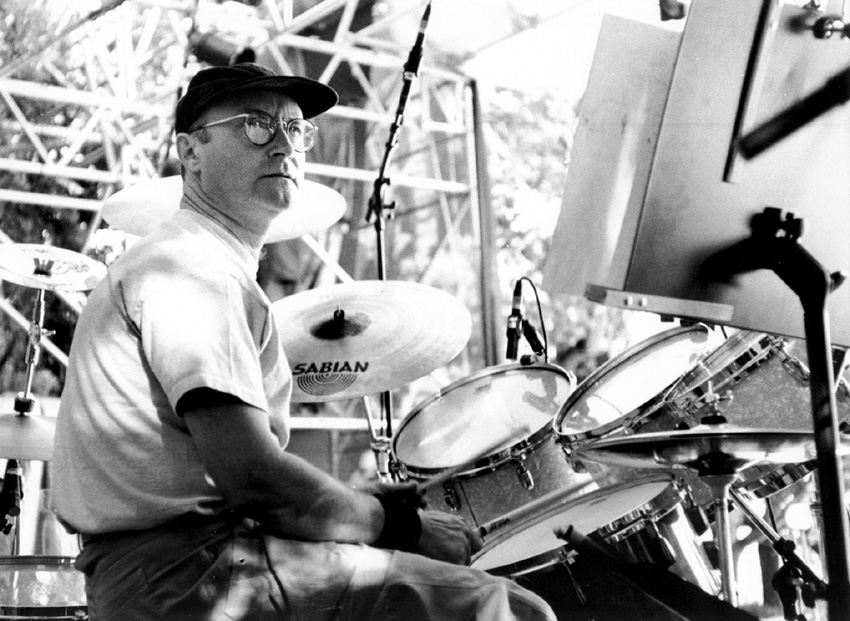
Phil Collins est un personnage du jeu.

Plusieurs personnes connues ont prêté leurs voix aux personnages du jeu.
- Dorian Missick (en) : Victor Vance
- Philip Michael Thomas : Lance Vance
- Linda Ashe : Janet Vance
- Felix Solis : Jerry Martinez
- Gary Busey : Phil Cassidy
- Jim Burke : Marty Williams
- Chesley Rives : Louise Cassidy-Williams
- Cathy Trien : Mary-Jo Cassidy
- Danny Trejo : Umberto Robina
- Luis Guzmán : Ricardo Diaz
- Barbara Rosenblat : Reni Wassulmaier
- Garth Kravits : Frankie
- Timothy Spall : Barry Mickelthwaite
- Phil Collins : Phil Collins
- Yul Vazquez : Armando Mendez
- Ruben Trujillo : Diego Mendez
- Dan Oreskes : Brian Forbes

### Personnages principaux
Les personnages principaux du jeu sont :
- Victor Vance, surnommé "Vic" par ses amis, voulait être militaire. Renvoyé au début du jeu à la suite de son sergent, Jerry Martinez, il sombre dans les affaires criminelles pour aider sa mère malade et son frère diabétique.
- Lance Vance est un des frères de Victor. Arrivé sans prévenir à Vice City, tous ses plans tournent court et entraînent des problèmes en cascade. C'est lui qui décide de voler la marchandise des frères Mendez, ce qui entraîne de nombreux désagréments aux deux frères.
- Phil Cassidy est un ancien militaire accro à l'alcool. Les cholos lui livrent une guerre sans pitié au début du jeu. Il travaille avec Martinez au début du jeu puis est trahi par celui-ci. Ami de Victor, il l'aide dans certains de ses coups.
- Marty est un homme d'affaires qui dirige un petit gang. Il travaille dans des affaires. Marié à Louise, la sœur de Phil, il est tué par Victor qui tombe amoureux de sa veuve.
- Ricardo Diaz est un des barons de la marchandise de la ville, opérant depuis sa luxueuse demeure de Starfish Island.
- Martinez est le sergent de Victor. Plongé jusqu'au cou dans les affaires, il est tué par Victor lors de la dernière mission.
- Les Frères Mendez, Armando et Diego sont deux criminels influents de la ville. Ils occupent une luxueuse villa de Prawn Island et tentent à plusieurs reprises de tuer les frères Vance. Ils sont finalement tués par Victor à la fin du jeu.
- Louise Cassidy-Williams est la femme de Marty Williams. Elle a une fille avec ce dernier Mary-Beth qui est d'ailleurs la seule mineure de tous les GTA. Elle est enlevée par Diego Mendez et exécutée.

## Gangs
Comme dans les autres GTA, Vice City est une ville en 1984 regorgeant de beaucoup de gangs.
C'est une guerre des gangs un peu spéciale dans cet épisode car elle s'étendra à la lutte de bâtiments d'affaires entre gangs. Vic Vance y participera en récupérant le gang du défunt Marty. Il créera des entrepôts.

## Mode Multijoueur
Voici les dix modes Multijoueur que comprend Grand Theft Auto: Vice City Stories uniquement dans sa version PSP:
- Vice City Survivor: Le premier joueur à atteindre la limite de victimes, ou celui qui aura fait le plus de victimes à la fin du temps imparti, gagne la partie.
- Protection Racket: Pour l'emporter, le gang doit détruire les véhicules de son adversaire le plus rapidement possible.
- Taken For A Ride: Chaque gang doit voler les véhicules adverses et les ramener à sa base, tout en protégeant ses propres véhicules. Le premier qui atteint la limite de vols l'emporte.
- Tanks For The Memories: Pour gagner, soyez le premier à atteindre le tank Rhino, et tâchez de survivre aussi longtemps que le temps indiqué.
- The Hit List: Un joueur est aléatoirement désigné comme cible, et les autres joueurs doivent tenter de le tuer le plus vite possible. Le dernier joueur en lice est alors déclaré vainqueur.
- Street Rage et Quadrathlon: Vice City propose désormais des courses sur l'eau ainsi que le mode secondaire Quadrathlon, dans lequel le joueur doit changer de véhicule à des moments précis pour terminer la course.
- Grand Theft Auto: Livrez une sélection de véhicules à différents endroits de la ville.
- Might Of The Hunter: Atteignez l'hélicoptère Hunter en premier et marquez des points en tuant les autres joueurs. Ces derniers ne peuvent gagner le Hunter qu'en le détruisant.
- Empire Takedown: Pour gagner, posez la bombe et détruisez le bâtiment des autres joueurs.
- V.I.P R.I.P: Une équipe possède un VIP tandis que les autres sont attaquants. Pour gagner, échappez aux attaquants ou tuez le VIP, selon votre camp.

### Site officiel
- (en) Site officiel
- Site officiel

### Sites de fans
- GTAViceCityStories-fr.net